# Fabio Baviera
Fabio Bruno Baviera (* 7. März 1992 in Zürich) ist ein ehemaliger Schweizer Handballspieler. Der 1,91 m grosse Kreisspieler spielte zuletzt beim Schweizer Verein GC Amicitia Zürich. Er wurde zudem 2019 in der Handball Hall of Fame aufgenommen.

## Vereinskarriere
Nachdem Fabio Baviera die Juniorenabteilung von GC Amicitia Zürich (GAN Foxes) durchlaufen hatte, spielte er eine Saison im NLB Team des Grasshopper Club Zürich. Zur Saison 2010/11 wechselte er zu den Kadetten Schaffhausen. Dort kam er zu ersten Einsätzen in der NLA sowie in der EHF Champions League. Auf die Saison 2011/12 wurde Fabio Baviera von Kadetten Schaffhausen zum Ligakonkurrenten HC Kriens-Luzern ausgeliehen, um mehr Spielpraxis in der NLA zu sammeln. Ab der Saison 2013/14 stand er beim HC Kriens-Luzern unter Vertrag. Im Oktober 2017 beendete er seine Karriere.
Für die Playouts der Saison 2018/19 wurde er von GC Amicitia Zürich reaktiviert und half der Mannschaft den Ligaerhalt zu realisieren.

## Nationalmannschaft

### Junioren-Nationalmannschaft
Fabio Baviera ist seit der U17 im Kernkader der Schweizer Junioren-Nationalmannschaft. Aktuell war er einer der Leistungsträger der U19-Nationalmannschaft und warf 138 Tore in 49 Länderspielen. In der U21-Landesauswahl der Schweiz kam Fabio Baviera zu 44 Länderspielen (95 Tore).

### A-Nationalmannschaft
Im Januar 2010 reiste Fabio Baviera mit der A-Nationalmannschaft an die WM-Qualifikation in Zypern. Dort wurde er jedoch noch nicht eingesetzt. Am 8. Juni 2012 wurde er erstmals in der Nationalmannschaft eingesetzt.
Mit einer Studentenauswahl reiste Fabio Baviera 2015 nach Südkorea an die Universiade. Dort holte er unter den beiden Trainern Dr. Rolf Brack und Michael Suter die Bronzemedaille.